# Gelbe Korallengrundel
Die Gelbe Korallengrundel (Gobiodon okinawae, auch Okinawagrundel) ist ein Salzwasserfisch aus der Ordnung der Grundelartigen. Ihr Verbreitungsgebiet liegt im Westpazifik und reicht vom Süden Japans bis zum Südteil des Great Barrier Reef. Auf Grund ihrer schönen Färbung und des friedlichen Verhaltens ist die Gelbe Korallengrundel ein beliebter Aquarienfisch.

## Beschreibung
Gelbe Korallengrundeln erreichen eine Gesamtlänge von 3,5 cm. Ihr Körper ist leuchtend gelb, abgesehen von einer blassen Region auf der Wange. Eine andere Art, Gobiodon citrinus, hat ein ähnliches Aussehen, allerdings fehlt der Gelben Korallengrundel deren blau-weiße Gesichtszeichnung.
Im Allgemeinen sind die Tiere nicht aggressiv, obwohl sie ihr Territorium aktiv gegen ihre Artgenossen verteidigen können. Ihre Hauptverteidigung gegen Fressfeinde ist ein giftiger, bitterer Schleim auf ihrer Haut, der sie ungenießbar macht.

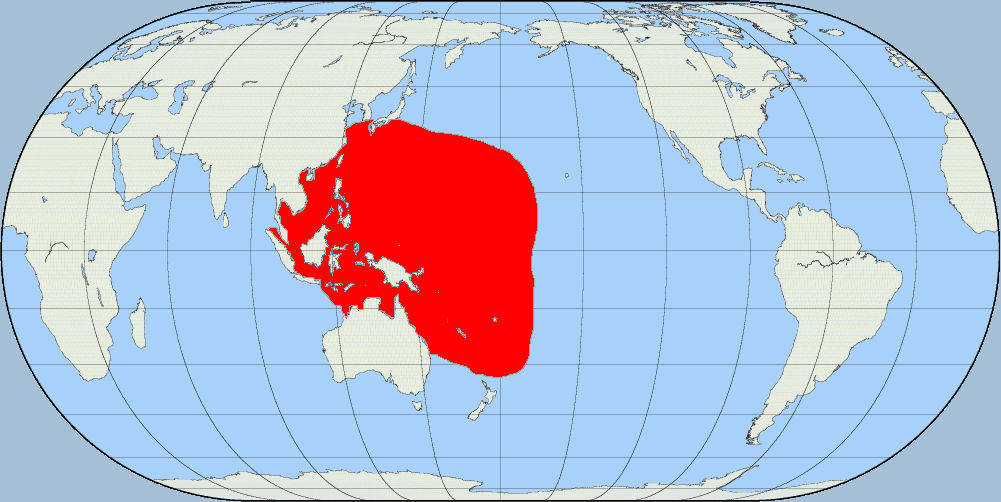
Verbreitungsgebiet der Gelben Korallengrundel

## Lebensraum
Korallenriffe und geschützte Lagunen bilden den Lebensraum dieser Art. Im Gegensatz zu den meisten Grundeln, die sich eingraben, leben und schlafen sie auf den Ästen von Korallen der Gattung Acropora in Gruppen von 5 bis 15 Individuen.

## Nahrung
Ihre Nahrung besteht hauptsächlich aus Plankton. Sie sind allerdings keine aktiven Jäger, sondern warten, bis die Beute zu ihnen kommt. Dann schießen sie nach vorne, schnappen sich die Beute und kehren sofort zu ihrer Koralle zurück.

## Vermehrung
Arten der Gattung Gobiodon sind Hermaphroditen, die ihr Leben als Weibchen beginnen. Wenn sich ein Paar gefunden hat, wechselt, falls nötig, einer der Partner das Geschlecht. Falls es sich um zwei Weibchen handelt, wird das größere zu einem Männchen. Falls es sich um zwei Männchen handelt, wird das kleinere zum Weibchen.
Die bis zu 1000 Eier werden in Bändern um die Äste der Koralle gelegt. Das Männchen befruchtet die Eier sofort und bewacht sie, bis die Jungen schlüpfen, was ungefähr fünf Tage später passiert.

## Aquarienhaltung
Die Gelbe Korallengrundel ist ein Fisch in der Meerwasseraquaristik, insbesondere für Korallenriffaquarien. Durch ihre geringe Größe eignet sie sich auch für kleinere Aquarien. Um trotzdem Revierstreitigkeiten im Aquarium vorzubeugen, sollte sie am besten allein oder als Brutpaar gehalten werden.